# Harquency
Harquency è un comune francese di 275 abitanti situato nel dipartimento dell'Eure nella regione della Normandia.

## Società

### Evoluzione demografica

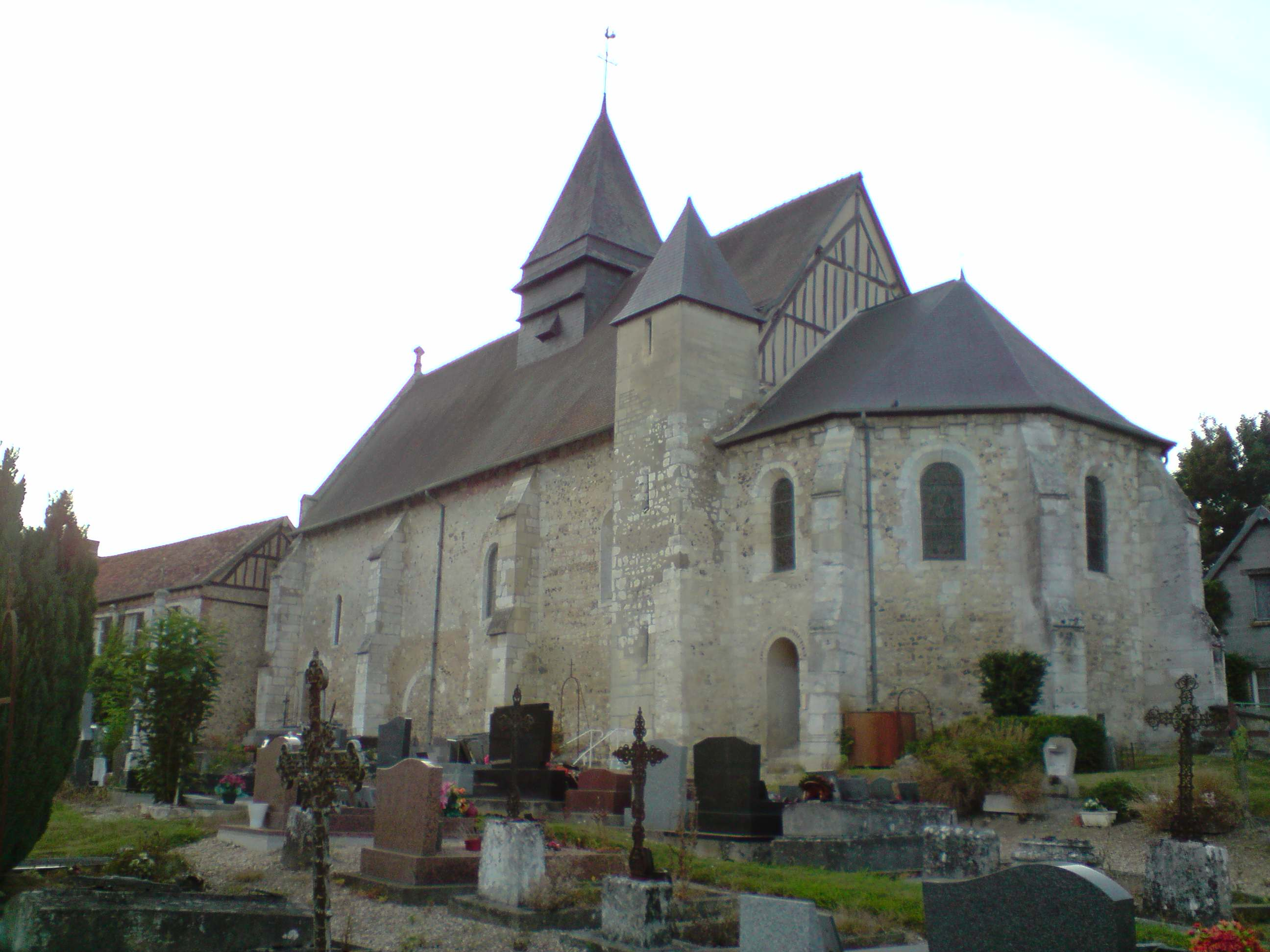

Abitanti censiti